# Пиловловлення
Пиловловлення — видалення твердої фази з газового середовища.
Для очищення запиленого повітря і газу на збагачувальних фабриках застосовують механічні та електричні способи пиловловлення. До механічних відносять способи, що використовують силу ваги, відцентрову силу, фільтрування через пористу перегородку і зрошення запиленого повітря водою. Вибір способу пиловловлення залежить від властивостей і цінності самого пилу, що вловлюється, необхідного ступеня очищення, температури повітря або газу, що очищується і т. ін.

## Пиловловлення під дією сил ваги
Гравітаційний механізм пиловловлення оснований на природному осадженні частинок пилу з пилогазового потоку, який рухається повільно. В гравітаційних пиловловлювачах газове середовище турбулентне, тому уловлення та осадження тонких частинок не відбувається навіть при тривалому перебуванні частинок в апаратах. Наслідок цього гравітаційне пиловловлення застосовують для уловлення частинок значніше 500 мкм, тобто на першій стадії очищування газів.
Пиловловлення під дією сил ваги здійснюється в камерних пиловловлювачах.

## Пиловловлення під дією відцентрових сил
Пиловловлення під дією відцентрових сил здійснюється в циклонах. Циклони застосовуються для виділення порівняно великого пилу. Залежно від вимог, щодо очищення газів, властивостей і складу пилу, що міститься в газах, циклони можуть застосовуватись в одній зі стадій очистки (частіше першій) або у поєднанні з іншими апаратами.
Батарейні циклони призначені для виділення пилу крупністю до 5 мкм і являють собою агрегати, що складаються з окремих невеликого розміру циклонів, які функціонують паралельно. Застосовують батарейні циклони різні за конструкцією, розмірами, способом підводу газу і т. д.

## Пиловловлення фільтруванням
Див. більше Пиловловлення фільтруванням
Пиловловлення фільтруванням — процес очистки запилених газів і повітря від твердих частинок при пропусканні газів через пористу перегородку. Частинки, які містяться в газовому потоці, утримуються на поверхні або в об'ємі пористої перегородки, а повітря або газ проходять крізь неї. Апарати, які реалізують цей процес називають фільтрами.

## Електричне пиловловлення
Див. більше Електричне пиловловлення
Очищення газів і повітря під дією електричних сил — один з найбільш дос-коналих методів уловлення пилу. Апарати для такої очистки — електричні повітряні фільтри.

## Сухе пиловловлення
Видалення пилу з місця його виділення шляхом відсмоктування та осадження з повітря у пилевловлювачах без застосування рідини. Використовується при бурінні шпурів та свердловин, на навантажувальних пунктах тощо.